# Sky Princess (2019)
El Sky Princess es un crucero de la clase Royal operado por Princess Cruises, una subsidiaria de Carnival Corporation & plc. Es el segundo barco en la historia de la línea de cruceros que navega con este nombre. Es el cuarto barco de la clase Royal de Princess Cruises y comenzó a operar en octubre de 2019. El barco desplaza 145.281 toneladas y tiene una capacidad de 3.660 pasajeros.